# الخط الزمني للحرب الأهلية السورية (أغسطس–ديسمبر 2015)
هذه المقالة تتعلق بالحرب الأهلية السورية من آب / أغسطس إلى كانون الأول / ديسمبر 2015.

## أغسطس 2015

### 11 أغسطس
بدأ المتمردون التحرك إلى قلب مناطق العلويين من خلال الاستيلاء على جزء كبير من سهل الغاب في شمال غرب سوريا.

### 16 أغسطس
أفاد المرصد السوري لحقوق الإنسان أن أربعة صواريخ منفصلة أطلقت على دوما، مما أدى إلى ضرب السوق الرئيسية في البلدة خلال ساعة الذروة، مما أسفر عن مقتل 96 شخصا.

### 22 أغسطس
قتل ما لا يقل عن 50 شخصا - معظمهم من النساء والأطفال - عندما استهدف نظام الأسد بلدة دوما في ضاحية دمشق التي تسيطر عليها المعارضة براميل متفجرة. وقد دمرت الهجمات عددا من المباني، بينما أصيب 100 آخرون بجراح.

### 30 أغسطس
يشن مقاتلو داعش هجوما على قدام وعسالي في الضواحي الجنوبية لدمشق من قاعدتهم في الحجر الأسود، واشتبكوا مع مقاتلي جيش الإسلام في القدام، وأجناد الشام في عسالي.

## سبتمبر 2015

### 1 سبتمبر
أجرت قوات الأمن السرية سرية أمنية في منطقة داعش في ريف حلب الشمالي، مما أسفر عن مقتل ثلاثة مقاتلين أجانب من داعش.

### 2 سبتمبر
وتظهر التقارير الرقمية على شبكة الإنترنت من حملة محتملة للقصف الجوي الروسي في سوريا، تستهدف في معظمها داعش والأهداف الإسلامية الأخرى.

### 4 سبتمبر
وقعت اشتباكات عنيفة على مقربة من بلدة ماريه شمال حلب، حيث قتل جنود متمردون في جبهة المشاة سبعة من مسلحي داعش وأخذوا 11 آخرين كرهائن، إلى جانب تدمير ثلاث سيارات تابعة لتنظيم داعش. كما استولت جبهة الشامية على مدافع رشاشة ثقيلة من مقاتلي داعش، حيث انسحب العشرات من المنطقة بعد «خسائر فادحة».
هاجمت فصائل متمردة أخرى قرى هربال وسنداف وكفرة وحرجال التي يسيطر عليها تنظيم داعش في ريف حلب الشمالي. ولم يكن واضحا ما إذا كانت الهجمات قد تسببت في وقوع إصابات في صفوف داعش.

### 5 سبتمبر
اندلع العنف المناهض للحكومة في بلدة السويداء، معقل طائفة الأقلية الدرزية، في أعقاب مقتل الزعيم الدرزي الشيخ وحيد البلوس، رجل الدين البارز في انفجار نادر في اليوم السابق الذي أودى بحياة 25 آخرين على الأقل. وقام المتظاهرون الذين كانوا يحملون الحكومة المسؤولة عن وفاة رجل الدين بتدمير تمثال الرئيس حافظ الأسد والمكاتب الأمنية المحاصرة.

### 6 سبتمبر
ويرفض رئيس الوزراء الإسرائيلي بنيامين نتانياهو فكرة قبول اللاجئين السوريين.

### 11 سبتمبر
مصدر عسكري سوري يبلغ بوجود القوات الروسية في سوريا.
قصف جيش الإسلام واقتحم سجن عدرا، وسيطر على مبنيين.

### 15 سبتمبر
جبهة المشرق العربي يطلق النار على طائرة حربية من طراز M6 للقوات الجوية الموالية للأسد بالقرب من مطار نيراب العسكري في محافظة حلب، وسيطر على أجزاء رئيسية من منطقة الحمدانية بعد اشتباكات عنيفة مع الميليشيات الموالية للأسد، مما أسفر عن مقتل ما لا يقل عن خمسة عشر جنديا للنظام. كما تقصف الجبهة مقر الأمن المؤيد للأسد في حي صلاح الدين. ردت قوات النظام بإسقاط أكثر من ستة براميل متفجرة على أحياء الضاحية والشحان التي يسيطر عليها المتمردون في حلب، مما أسفر عن مقتل أكثر من عشرة مدنيين.

### 16 سبتمبر
مقتل ما لا يقل عن 15 مدنيا - ستة أطفال وتسعة نساء - وإصابة العشرات بعد أن أطلقت الطائرات الحربية المؤيدة للأسد أربعة صواريخ تستهدف المباني السكنية في حي المعادي الذي يسيطر عليه المتمردون في مدينة حلب مساء، وأصيب أكثر من 25 شخصا.

### 17 سبتمبر
تم إطلاق شريط فيديو قصير يهدف إلى إظهار جنود الجيش السوري الحر في إدلب تركيب أسلاك استشعار على نظام دفاع صاروخي دي جديد للمناطق الخاضعة لسيطرتهم لتوفير بعض الحماية للمدنيين والتخطيط لاستمرار المشروع في مدن أخرى.
هبطت طائرات الهليكوبتر الحكومية البراميل المتفجرة التي ضربت سوقا مزدحما، ومعبأة بالمتسوقين وشراء الناس الضروريات للأطفال الذين يعودون إلى المدرسة هذا الأسبوع، في بصرى التي تسيطر عليها الجيش السوري الحر، مما أسفر عن مقتل ما بين 17 و 24 شخصا وجرح كثيرين آخرين، مع وكثير منهم في حالة حرجة.
وقتل ما لا يقل عن 47 شخصا في غارات جوية شنتها قوات الحكومة السورية في المناطق التي يسيطر عليها المتمردون في مدينة حلب الشمالية.
نفذت الطائرات الحربية السورية موجة من الضربات الجوية في مدينة الرقة التي تسيطر عليها الدولة الإسلامية.

### 18 سبتمبر
فتح وزير الدفاع الأمريكي أشتون كارتر حوارا بشأن سوريا مع نظيره الروسي سيرغي شويغو، بهدف التأكد من أن القوات الأمريكية والروسية تتفادى بعضهما البعض.
ينشر جيش الإسلام شريط فيديو يظهر فيه أعضائه يطلقون صواريخ متعددة على مطار باسل على الساحل الذي تستخدمه القوات الروسية، ويحذر الروس من أنهم لن يتمتعوا بالسلام في سوريا.

### 21 سبتمبر
واستهدفت القوات الموالية للأسد حي الشعار شرق مدينة حلب بصواريخ أرض - أرض، مما أدى إلى ضرب سوق عامة مزدحمة، مما أسفر عن مقتل أكثر من 30 مدنيا وجرح العشرات.

### 22 سبتمبر
الجيش السوري يستعيد القرى في ضواحي حماة.

### 24 سبتمبر
وبعد أكثر من شهرين من بدء الحصار، أعلنت الأمم المتحدة أنه تم التوصل أخيرا إلى اتفاق بين الأطراف المتحاربة بعد جهود الوساطة المتكررة. وبموجب الاتفاق، تمكن المتمردون الراكبون المتبقون من الانسحاب من الحكومة السورية المحاصرة من الزبداني واستئجار السيطرة على البلدة للحكومة السورية مع تسليم جميع الأسلحة، باستثناء المسدسات الخفيفة، والانسحاب إلى محافظة إدلب. وعلى العكس من ذلك، سيتم إجلاء المدنيين (حوالي 10 آلاف شخص) الذين لا يزالون داخل قرى الفوعة والكفريا الشيعية المحاصرة. ومن المتوقع أن يبدأ إجلاء الجرحى من كلا الجانبين في 25 أيلول / سبتمبر. وهناك شرط إضافي يشير إلى الإفراج عن 500 من أسرى المتمردين من السجون السورية التي تسيطر عليها الحكومة. وسيشرف على هذا الاتفاق مكتب الأمم المتحدة في دمشق. ومع ذلك، أفادت هيومن رايتس ووتش في 26 سبتمبر أن مقاتلا متمردا قتل في معركة نارية مع قوات الدفاع الوطني بالقرب من قريتي الفوعة وكفريا.
وبعد يومين، بدأت أول حافلة نقلت المقاتلين المتمردين إلى إدلب مغادرة الزبداني.
ولا يزال وقف إطلاق النار ساري المفعول بالرغم من اثنين من الانتهاكات في 27 أيلول / سبتمبر.

### 26 سبتمبر
واعترف الجيش الأمريكي بأن المتمردين السوريين المدربين من الولايات المتحدة سلموا سياراتهم وذخائرهم إلى مقاتلين مرتبطين بتنظيم القاعدة، على ما يبدو للحصول على مرور آمن.

### 27 سبتمبر
وأفادت أن رئيس الوزراء البريطاني ديفيد كاميرون لم يستبعد أن يكون الأسد جزءا من عملية انتقالية، ولكن «ما هو واضح جدا هو أن الأسد لا يمكن أن يكون جزءا من مستقبل سوريا على المدى الطويل».
بدأت فرنسا إطلاق غاراتها الجوية الأولى في سوريا التي تستهدف معسكرات تدريب داعش.
ووصف الرئيس الروسي فلاديمير بوتين الدعم الأمريكي للقوات المتمردة في سوريا بأنه غير قانوني بموجب ميثاق الأمم المتحدة وغير فعال، قائلا إن المتمردين المدربين من الولايات المتحدة سيغادرون للانضمام إلى الدولة الإسلامية بأسلحة تزودها واشنطن، وفقا لتقارير الجيش الأمريكي نفسه.

### 29 سبتمبر
وتفيد التقارير الرقمية أن البنتاجون علق برنامج «تدريب وتجهيز» للمتمردين السوريين المعروفين أيضا باسم القوات السورية الجديدة.

### 30 سبتمبر
روسيا تبدأ تدخلها العسكرى في سوريا.

## أكتوبر 2015

### 4 أكتوبر
أعرب الرئيس المصري عبد الفتاح السيسي عن دعمه للتدخل العسكري الروسي في الحرب الأهلية السورية لمحاربة الجماعات المتطرفة.

### 7 أكتوبر
هجوم حماة الرابع يبدأ بدعم إيراني وروسي.
الجيش السوري الحر يشن هجوما شنته قوات الأسد في الريف بالقرب من حماة، دمر 10 دبابات حكومية - على الرغم من تعرضه لهجوم جوي روسي متكرر.

### 8 أكتوبر
ويدعي متمردو الجيش السوري الحر أنهم أسقطوا مروحيتين تابعتين للنظام كانتا تقومان بتصعيد هجوم جوي منسق مع الطائرات الحربية الروسية على قرية المغير. وفي الوقت نفسه، يسيطر الجيش السوري على 40 كم من الأراضي في شمال حماة 39

### 10 أكتوبر
وفي 10 تشرين الأول / أكتوبر، أفادت الأنباء أن الجيش السوري استولى على قريتي أتشان وأم هارتين المهمتين استراتيجيا وأنهما يضغطان على قرية خان شيخون جنوب محافظة إدلب. تم تدمير عدد من الدبابات الحكومية و أبك خلال الاشتباكات. وقتل الزعيم الأكبر لحزب الله حسن حسين الحاج في ذلك اليوم.

### 14 أكتوبر
وقال مسؤول أمريكي ل فوكس نيوز إن الغارات الجوية الروسية قتلت 150 سي آي أيه مدربين المتمردين في «استهداف متعمد» خلال تدخلها في سوريا.

### 20 أكتوبر
ووقع مسؤولون عسكريون من روسيا والولايات المتحدة «مذكرة تفاهم» لتجنب الاشتباكات في الجو فوق سوريا.
أعلن جوستين ترودو رئيس وزراء كندا المنتخب الجديد أن بلاده لن توفر طائرات مقاتلة من أجل مكافحة داعش.
أعلن الرئيس الأمريكي السابق جيمي كارتر أنه قدم خرائط لمواقف داعش في سوريا إلى السفارة الروسية في واشنطن.
أصابت الطائرات الحربية الروسية مستشفى ميدانيا في مدينة سارمين مما أسفر عن مقتل 13 شخصا، من بينهم اثنان من الطاقم الطبي. وقتل في هذا الهجوم أخصائي في العلاج الطبيعي حسن تاج الدين وحارس مستشفى من العيادة التي تديرها الجمعية الطبية السورية الأمريكية (سامز). يترك تاج الدين خلف زوجته الحامل لمدة أربعة أشهر.

### 28 أكتوبر
وقامت قوات النظام بضربات جوية أسقطت ما يصل إلى 12 برميلا متفجرا على بلدة داريا في غارات متعددة، مما أسفر عن مقتل ثلاثة أشخاص على الأقل بينهم امرأة وابنها.

### 29 أكتوبر
وأفاد المرصد السوري لحقوق الإنسان أنه وفقا لشخصية داعش المنحدرة من أصل سوري، أعدم أكثر من 200 من مقاتلي داعش من الشيشان وجنسيات آسيا الوسطى لمحاولة انشقاق تنظيم الدولة الإسلامية عن الانضمام إلى جبهة النصرة.

### 31 أكتوبر
يلتقط تنظيم الدولة الإسلامية مهين وحوارين غرب مدينة القريتين.

## نوفمبر 2015

### 2 نوفمبر
جيش الإسلام جماعة متمردة كبرى بالقرب من العاصمة دمشق، عرضت أسرى المدنيين المحتجزين كدروع بشرية.

### 5 نوفمبر
استولت قوات المتمردين بقيادة جند الأقصى على السيطرة على موراك، عقب اشتباكات مع القوات الموالية للحكومة.

### 6 نوفمبر
وعرضت أجناد الشام صورا لأحد ضباط الجيش السوري السوري الذي قطع رأسه، ووصفه بأنه «نسيري» (كلمة مهينة لمسلم علوي) على تويتر وفيسبوك. وفي حدث منفصل، استعادت أجناد الشام وقوات المتمردين الأخرى قرية أتشان والمناطق المحيطة بها في محافظة حماة، مما عزز التقدم الكبير الذي أحرز في اليوم السابق على حساب القوات الموالية للحكومة.

### 8 نوفمبر
غارات جوية روسية على مناطق في معرة النعمان، إدلب، مما أسفر عن مقتل تسعة أشخاص، من بينهم طفل، وعن سراقب في نفس المحافظة، مما أسفر عن مقتل امرأتين أخريين.
قتل ما لا يقل عن 10 أشخاص في غارات جوية شنتها الحكومة السورية على بلدة الباب التي يسيطر عليها تنظيم الدولة الإسلامية، بما في ذلك امرأة وطفل.

### 10 نوفمبر
وصول القوات المسلحة السورية إلى قاعدة كوايرس الجوية وإنهاء الحصار الذي فرضته داعش على ثلاث سنوات.
مسلحون سوريون يطلقون صاروخا على اللاذقية مما أسفر عن مقتل 22 مدنيا وجرح 65 آخرين.

### 11 نوفمبر
تقارير وسائل الإعلام الشرقية عن عمليات هروب واسعة النطاق في قوات الجيش السوري الحر في حلب، مدفوعا في الغالب بعدم الدفع.

### 13 نوفمبر
وأفادت وسائل الإعلام في الجيش التقدم إلى قاعدة مرج السلطان العسكرية في دمشق، بعد اشتباكات عنيفة مع جيش الإسلام، وفي الوقت نفسه في حلب، أفاد حزب الله اللبناني ووحدات الجيش السوري عن اعتقال جبل العيس من حركة الأحرار متمردو الشام.

### 14 نوفمبر
تستحوذ القوات الحكومية وحلفاؤها على 408 كيلومتر مربع من الأراضي في جنوب حلب، وهذا يمثل أكبر سلسلة من المكاسب للقوات الموالية للحكومة منذ هجومهم الأول على جبال القلمون في أواخر عام 2013.

### 17 نوفمبر
وأفادت وسائل الإعلام السورية أن الجيش السوري استولى على قرية الحدث من الدولة الإسلامية على بعد حوالي 30 كيلومترا من الطريق السريع بين دمشق وحمص وفي نفس اليوم، بدأ الطيران الطويل المدى الروسي ضرباته الجوية ضد تنظيم الدولة الإسلامية في سوريا.

### 19 نوفمبر
قتلت القوات الحكومية قصف في الشيخ مسكين ودرعا ودوما ب 20 شخصا وجرح 90 آخرين.

### 23 نوفمبر
وأبلغت القوات المسلحة السورية عن تقدم من خلال محافظة حمص في مهادن، شمال اللاذقية وخطوات نحو الطريق السريع في حلب واللاذقية.

### 24 نوفمبر
طائرات إف -16 التركية تسقط طائرة سو -24 الروسية تعمل في شمال اللاذقية. كل من الركاب طرد بنجاح. وأطلق النار على الطيار وقتل على يد متمردين تركمانيين أطلقوا النار على الأرض بينما كانوا ينزلون بالمظلة. وتم انقاذ ضابط نظم الاسلحة بعد يومين. كما لقى مشاة البحرية الروسية من فريق البحث والإنقاذ الذي بدأ لاستعادة الطائرتين مصرعهما أيضا عندما اسقط المتمردون مروحية انقاذ.

### 27 نوفمبر
الجيش السوري الحر المتمردين العميد. قتل الجنرال رشيد بكداش في هجوم أثناء هجوم حماة، وهو أعلى ضابط قتل في قوات المتمردين.

### 28 نوفمبر
اسقطت مروحية تابعة للنظام براميل متفجرة على منطقة مأهولة بالسكان في مدينة الزعفرانة بالقرب من مدينة حمص مما اسفر عن مصرع رجل وفتاة واصابة 16 اخرين. وفور وصول جميع المرضى إلى مستشفى الزعفرانة المدعوم من منظمة أطباء بلا حدود، سقطت ثلاثة براميل متفجرة أخرى بالقرب من مكان الحادث، مما أدى إلى مقتل أحد المارة وإصابة 31 مريضا تحت العلاج والعاملين في المجال الطبي. وقد دمرت أجزاء من المستشفى وأصيبت وحدة غسيل الكلى بأضرار بالغة. ونقل المرضى الذين أصيبوا بجروح بالغة إلى ثلاثة مستشفيات قريبة. وتوفي خمسة منهم في طريقهم. وإجمالا، توفي سبعة أشخاص وجرح 47 شخصا، بينهم 23 امرأة وأطفال دون سن 15 عاما.

### 29 نوفمبر
94 من الأشخاص المطلوبين من محافظات دمشق وريفها وإدلب تحولوا إلى السلطات من أجل تسوية وضعهم القانوني .
الغارات الجوية الروسية تقتل ما لا يقل عن 18 مدنيا وجرحت عشرات آخرين في بلدة أريحا.

## ديسمبر 2015

### 1 ديسمبر
اعترف رئيس الوزراء الإسرائيلي بنيامين نتنياهو للمرة الأولى علنا بأن القوات الإسرائيلية تعمل في سوريا.

### 3 ديسمبر
وأعلنت روسيا عن نيتها فتح قاعدة جوية ثانية في حمص. إضافة 100 طائرة مقاتلة إلى وجودها العسكري في سوريا.
مقاتلو المملكة المتحدة يستأنفون عمليات التفجير في سوريا ضد مقاتلي الدولة الإسلامية.

### 4 ديسمبر
وافق البرلمان الألماني على خطط الحكومة للانضمام إلى الحملة العسكرية ضد الدولة الإسلامية في سوريا. لكن الغارات الجوية الألمانية ستعمل بشكل مستقل عن تلك التي تقوم بها فرنسا وبريطانيا والولايات المتحدة وروسيا.

### 5 ديسمبر
استولت القوات الحكومية على 60 كم من الأراضي في محافظة اللاذقية من الجيش الحر وقوات المتمردين الأخرى.

### 10 ديسمبر
وأصدرت واحدة من أكبر الجماعات المتمردة العاملة في سوريا، أحرار الشام، بيانا عقب مؤتمر الرياض للسلام الذي توسطت فيه السعودية، والذي يطالب فيه بمغادرة جميع الأفراد الإيرانيين والروسيين، وحل الجيش العربي السوري، إنشاء دولة إسلامية في سوريا، مع مراعاة الحرب ضد تنظيم الدولة الإسلامية في العراق والشام الثانوي وتدمير النظام هدفها الأساسي. ولدى أحرار الشام سجل مثير للجدل فيما يتعلق بالانتهاكات المزعومة لحقوق الإنسان والروابط مع القاعدة وفقا لموقع الجزيرة الإعلامي القطري.

### 13 ديسمبر
تقارير وسائل الإعلام الغربية عن انخفاض الروح المعنوية، والهروب، وعدم الثقة في القادة من قبل مقاتلي الجيش السوري الحر (فسا). الادعاء بأن الجيش السوري الحر على وشك الانهيار، لعدد من الأسباب. بما في ذلك نقص المدفوعات وعدم تحقيق أي انتصارات كبيرة أو إنشاء أي مناطق «محررة». انخفاض معنويات وإحباط مع عدم إحراز تقدم الجيش السوري الحر يحول المقاتلين للانضمام إلى جبهة النصرة وفقا للياس حنا، وهو جنرال لبناني سابق وأستاذ في الجغرافيا السياسية في الجامعة الأميركية في بيروت.
شنت القوات الجوية للنظام غارة جوية قاتلة على مدينة دوما التي يسيطر عليها المتمردون في ضاحية دمشق مما اسفر عن مصرع أكثر من 40 مدنيا واصابة 75 اخرين. وقد ضربت الغارة الجوية مبنى حيث تجمع عدد كبير من نشطاء الحقوق المدنية والسكان في دوما لمناقشة الأزمة الإنسانية في المدينة. ولم يكن هناك شخص مسلح واحد في المبنى المستهدف. جميع الضحايا من المدنيين.

### 17 ديسمبر
قتل ثمانية أشخاص، من بينهم أربعة أطفال، وجرح 11 آخرون بعد أن قصفت الطائرات الحربية الروسية منطقة سكنية في منطقة أعزاز في حلب.

### 18 ديسمبر
وتحمل الطائرات الروسية غارات جوية على المباني السكنية في بلدة جسر الشغور التي يسيطر عليها المتمردون، مما أسفر عن مقتل ما بين 14 و 17 شخصا، بينهم نساء وأطفال.

### 20 ديسمبر
ويذكر التقرير أن 60٪ من المتمردين السوريين هم من المتطرفين الإسلاميين، نصفهم يتقاسمون أهداف داعش.
أصابت ما لا يقل عن ست غارات جوية روسية سوقا مزدحما في وسط مدينة إدلب التي يسيطر عليها المتمردون، والعديد من المباني الحكومية والمناطق السكنية، مما أسفر عن مقتل 43 شخصا وإصابة أكثر من 150 شخصا.

### 24 ديسمبر
شنت طائرات مقاتلة حكومية عدة غارات على منطقة الحمورية التي تسيطر عليها المعارضة في جنوب شرق دمشق، مما تسبب في إلحاق أضرار بالمباني السكنية والمحلات التجارية في وسط مدينة الحمرية بالغوطة الشرقية. قتل ما لا يقل عن 17 مدنيا وجرح 25 آخرين.

### 26 ديسمبر
وتستهدف سلسلة من قادة المتمردين في جميع أنحاء سوريا، وضربت غارة جوية روسية، بالتنسيق مع المخابرات السورية، مبنى في ضاحية دمشق حيث التقى كبار أعضاء مجموعة جيش الإسلام. وكان زعيم ومؤسس جيش الإسلام زهران علوش من بين 4 قادة قتلوا في الغارة الجوية بما في ذلك نائبه. وكان زهران علوش مؤسس جيش الإسلام، أكبر جماعة معارضة في محافظة ريف دمشق. هرب من الجيش السوري الحر وأنشأ جماعة متمردة أخرى. عصام البويضاني يحل محل زهران علوش كرئيس لجيش الإسلام. اختطف رجال ملثمون الجيش السوري الحر الرائد أبو محمد تركمان من الجبهة الثورية السورية مع ابنه في قرية تل شهاب. في الوقت نفسه، تم العثور على قائد كتيبة الجيش السوري الحر، المفقود في ذلك الوقت، ميتا مع علامات التعذيب، وفقا للناشطين. وأخيرا قتل قائد لواء شهداء أبو سلمو بنيران دبابة الجيش السوري على داريا.
وتؤكد قيادة القوات الديمقراطية السورية أن أكثر من 200 متمرد هجروا لواء الرقة الثوري وانضموا إلى صفوف قوات الدفاع الذاتى خلال الأيام القليلة الماضية. وفي حدث منفصل، تستولى قوات الدفاع الذاتى على سد تشرين، وهو طريق إمداد رئيسي لمقاتلي داعش بين الرقة وحلب.

### 28 ديسمبر
تتوجه الحافلات وسيارات الإسعاف إلى الزبداني لاخلاء 126 مدنيا ومقاتلا جرحى من معقل المتمردين المحاصرين. ويعتبر الإجلاء جزءا من هدنة يتم فيها نقل المتمردين والمدنيين من المدينة المحاصرة ونقلهم إلى بيروت، ويسمح ل 336 من القرويين الشيعة من كفريا وفوعة بالذهاب إلى تركيا بهدف الوصول إلى لبنان.